# Open Watcom Assembler
De Open Watcom Assembler (afgekort tot WASM, niet te verwarren met WebAssembly) is een assembler voor de Intel 80x86-processorfamilie, geproduceerd door Watcom. De assembler was onderdeel van de Watcom C/C++- en Fortran-compilers. In 2003 zijn de compilers vrijgegeven als opensourceproject onder de naam Open Watcom. De Open Watcom Assembler is geporteerd naar meerdere besturingssystemen, waaronder DOS, OS/2 en Windows, en is deels compatibel met de Microsoft Macro Assembler.